# Zethus pamparum
Zethus pamparum är en stekelart som beskrevs av Berg 1881. Zethus pamparum ingår i släktet Zethus och familjen Eumenidae. Inga underarter finns listade i Catalogue of Life.